# Stargaze
『Stargaze』は、SixTONESの楽曲。2025年7月6日にSony Music Labelsより配信リリースされた。『第45回全国高等学校クイズ選手権』の応援ソング。

## 概要
「Stargaze」はRADWIMPS・野田洋次郎によるによる書き下ろし楽曲であり、聴く人の背中を押す青春エールソング。
2025年6月29日、本楽曲が『第45回全国高等学校クイズ選手権』の応援ソングに決定したことが発表された。
野田洋次郎は、本楽曲について「SixTONESというグループの歴史や、メンバー同士の関係性などを掘り下げながら、今まで歩んできた道のりやこの先の物語を想像し、曲を育てていきました」とコメントしている。

### 特典
- 初回盤A：ユラユラStarカラビナー&チャーム
- 初回盤B：キラキラStarセルフィーステッカー
- 通常盤：ピカピカStarファイル

## 収録内容

### CD

#### 初回盤A
1. Stargaze [3:57]
作詞・作曲：野田洋次郎
  - 日本テレビ系『第45回全国高等学校クイズ選手権』応援ソング
2. Medley from「YOUNG OLD」at 東京ドーム (BORDERLESS ~ Cat Call ~ MIDAS)

#### 初回盤B
1. Stargaze
2. Medley from「YOUNG OLD」at 東京ドーム (SPICY ~ THE BALLERS ~ GONG)

#### 通常盤
1. Stargaze
2. BOYZ -SKA PUNK Rearrange-
3. Clarity
4. Tear Train
5. Stargaze -instrumental-

### DVD

#### 初回盤A
1. Stargaze -Music Video-
2. Stargaze -Music Video Making-
3. 憧憬のアーチ (Hokuto Matsumura) -Music Video-
4. にたものどうし (Yugo Kochi) -Music Video-
5. 虹、僕 (Jesse) -Music Video-

#### 初回盤B
1. Documentary of SixTONES Solo Project 2025ver.
2. Night rider  (Taiga Kyomoto) -Music Video-
3. Life is...  (Shintaro Morimoto) -Music Video-
4. No Cap  (Juri Tanaka) -Music Video-

## テレビ披露
| 番組名                      | 放送局         | 出演日        |
| --------------------------- | -------------- | ------------- |
| THE MUSIC DAY 2025          | 日本テレビ系列 | 2025年7月5日  |
| Mステ SUPER SUMMER FES 2025 | テレビ朝日系列 | 2025年7月18日 |